# ロン・バス (プロレスラー)
ロン・バス（"Outlaw" Ron Bass、本名：Ronald Heard、1948年12月21日 - 2017年3月7日）は、アメリカ合衆国のプロレスラー。アーカンソー州ハリスバーグ出身。
現役選手時代はカウボーイ・スタイルの大型ヒールとして活躍。スタン・ハンセンのパートナーとなり、インターナショナル・タッグ王座に就いたことでも知られる（第30代王者）。

## 来歴
アメリカンフットボール選手を経て、1972年にプロレスラーとしてデビュー。アラバマのNWAガルフ・コースト地区を主戦場に、サム、ドン、ボビーのバス・ブラザーズ（The Bass Brothers）の主力として悪名を馳せる。1976年にはダッチ・バスことダッチ・マンテルと組み、3月19日にリップ・タイラー&エディ・サリバンからガルフ・コースト・タッグ王座を奪取した。その後、カンザスシティのNWAセントラル・ステーツ地区やテキサス州ダラスのNWAビッグタイム・レスリングを経て、1977年2月に全日本プロレスに初来日している。
帰国後は太平洋岸エリアで活動し、オレゴンでは1977年4月23日にジミー・スヌーカからパシフィック・ノースウエスト・ヘビー級王座を奪取。ロサンゼルスではドクター・ヒロ・オオタ、ムーンドッグ・ロニー・メイン、ロディ・パイパーをパートナーに、1978年2月から4月にかけて、チャボ・ゲレロ&ヘクター・ゲレロ、チャボ・ゲレロ&エル・ハルコンなどのチームを破ってアメリカス・タッグ王座を3回に渡り手にしている。同年下期からは地元ミッドサウスのNWAトライステート地区（後のMSWA）に参戦。12月25日にキラー・カール・コックスからブラスナックル王座を奪取し、翌1979年1月11日にはレイ・キャンディを破ってアーカンソー・ヘビー級王座も獲得した。
1979年下期より、ジェリー・ジャレットとジェリー・ローラーが主宰していたテネシー州メンフィスのCWAに登場。6月にロバート・フラー、7月2日にランディ・タイラーを破り、AWA南部ヘビー級王座を2回獲得している。1980年9月、当時テネシー地区との招聘ルートを持っていた国際プロレスに、ドン・バスとのバス兄弟を再結成して来日。体調不良のために来日不能になったモンゴリアン・ストンパーが自分に代わるエースとして送り込んだ刺客という設定のもと、10月11日に越谷にてラッシャー木村のIWA世界ヘビー級王座に挑戦した。
その後はNWAの南部テリトリーを転戦。ガルフ・コースト地区を吸収したサウスイースタン・チャンピオンシップ・レスリングでは、1981年2月7日にロン・フラー、3月30日にケン・ルーカスを下して、フラッグシップ・タイトルのNWAサウスイースタン・ヘビー級王座を2回獲得。ジム・クロケット・ジュニア主宰のミッドアトランティック・チャンピオンシップ・レスリングでは同年下期よりベビーフェイスのポジションに回り、TV王座を巡ってグレッグ・バレンタインやイワン・コロフと抗争。ジム・バーネット主宰のジョージア・チャンピオンシップ・レスリングではヒールに戻り、1982年3月15日にトミー・リッチからナショナル・ヘビー級王座を奪取している。
同年8月、NWAルートで全日本プロレスに再来日。以降、全日本の常連外国人となり、1983年4月12日に松山にて、スタン・ハンセンと組んでジャイアント馬場&ジャンボ鶴田を破り、インターナショナル・タッグ王座を獲得した。その後もブルーザー・ブロディ不在時のハンセンのタッグ・パートナーとして活躍。当時のハンセンとのコンビは、ラリアット・ライダーズ（The Lariat Riders）とも呼ばれた。
その間、本国アメリカでは1982年9月よりエディ・グラハム主宰のチャンピオンシップ・レスリング・フロム・フロリダに進出。ベビーフェイスとしてビッグ・ジョン・スタッドやアブドーラ・ザ・ブッチャー、ボビー・ダンカン、アンジェロ・モスカらと抗争し、リック・フレアーが保持していたNWA世界ヘビー級王座にも度々挑戦。バリー・ウインダムともタッグを組んだが、やがてヒールターンしてブラック・バートとのカウボーイ・コンビ、ロング・ライダーズ（The Long Riders）を結成。J・J・ディロンをマネージャーに迎え、ウインダム&マイク・ロトンド、ダスティ・ローデス&ブラックジャック・マリガンなどのチームと抗争を繰り広げた。1983年7月20日のマイアミでの興行では、ニューヨークからフロリダに遠征してきたボブ・バックランドのWWFヘビー級王座に挑戦している。1984年5月14日と19日には、ケリー・フォン・エリックのNWA世界ヘビー級王座に連続挑戦した。
1984年8月からはマネージャーのディロンと共に、ロング・ライダーズとしてミッドアトランティック地区に参戦。NWAミッドアトランティック・タッグ王座の最後のチャンピオン・チームとなり、シングルではリッキー・スティムボートやバズ・タイラーと抗争したが、1985年下期にディロン&バートと仲間割れを起こしてチームを解散。以降は再びベビーフェイスとなり、11月28日開催のスターケードではディロン&バートを相手にテキサス・ブルロープ・マッチの2連戦を行った。
その後は古巣のフロリダを経て、1987年よりWWFに登場。ミッドカードに出場する中堅ヒールのポジションながら、サバイバー・シリーズではテネシー時代の盟友ジミー・ハートやホンキー・トンク・マンと結託した。1988年10月16日に開催されたキング・オブ・ザ・リングでは1回戦でザ・バーバリアン、2回戦でショーン・マイケルズを破り勝ち進んだが、準決勝の対戦相手だったテッド・デビアスに買収され決勝進出を譲っている。同年はブルータス・ビーフケーキとも抗争を展開し、1988年12月7日収録（1989年1月7日放送）のサタデー・ナイト・メイン・イベントで髪切りマッチによる決着戦が行われるも敗退。放送から1週間後のロイヤルランブルには丸刈りで出場した。
WWFとの契約終了後はインディー団体を転戦し、1991年に引退してフロリダ州タンパに居住。引退後もオールドタイマーによるリユニオン・イベントに登場してエキシビション・マッチを行っており、2005年1月29日にタンパで開催された "WrestleReunion" ではラリー・ズビスコと組んでUSエクスプレスと対戦。2012年3月31日にマイアミビーチで行われたプロレスリング・スーパースターズ主催の "Tribute To Championship Wrestling From Florida" では、メインイベントのタッグチーム・エリミネーション・マッチに出場した。
2017年3月7日、虫垂炎の手術後の合併症により死去。68歳没。

## 得意技
- オクラホマ・スタンピード（未公開に終わったが、国際プロレス来日時は「テキサス・スタンピード」と呼称していた）
- ブルドッギング・ヘッドロック
- エルボー・ドロップ
- ラリアット

## 獲得タイトル
ガルフ・コースト・チャンピオンシップ・レスリング / サウスイースタン・チャンピオンシップ・レスリング
- NWAガルフ・コースト・ヘビー級王座：1回[36]
- NWAガルフ・コースト・タッグ王座：2回（w / ドン・バス、ダッチ・バス）[5]
- NWAサウスイースタン・ヘビー級王座：2回[15]
- NWAサウスイースタン・タッグ王座：1回（w / ランディ・ローズ）[37]
- NWAテネシー・タッグ王座：2回（w / ドン・バス）[38]

NWAミッドアメリカ / コンチネンタル・レスリング・アソシエーション
- AWA南部ヘビー級王座：2回[11]
- AWA南部タッグ王座：1回（w / スタン・レーン）[39]
- NWA USタッグ王座（ミッドアメリカ版）：1回（w / ドン・バス）[40]

セントラル・ステーツ・レスリング
- NWA世界タッグ王座 (セントラル・ステーツ版)：1回（w / ダッチ・マンテル）[41]

パシフィック・ノースウエスト・レスリング
- NWAパシフィック・ノースウエスト・ヘビー級王座：1回[7]
- NWAパシフィック・ノースウエスト・タッグ王座：2回（w / ジョン・アンソン、ムーンドッグ・ロニー・メイン）[42]

NWAハリウッド・レスリング
- NWAアメリカス・タッグ王座：3回（w / ドクター・ヒロ・オオタ、ムーンドッグ・ロニー・メイン、ロディ・パイパー）[8]

NWAトライステート
- NWAトライステート・ブラスナックル王座：1回[9]
- NWAアーカンソー・ヘビー級王座：1回[10]

ミッドアトランティック・チャンピオンシップ・レスリング
- NWAブラスナックル王座（ミッドアトランティック版）：1回[43]
- NWA TV王座（ミッドアトランティック版）：1回[16]
- NWAミッドアトランティック・ヘビー級王座：1回[44]
- NWAミッドアトランティック・タッグ王座：1回（w / ブラック・バート）[24]

ジョージア・チャンピオンシップ・レスリング
- NWAナショナル・ヘビー級王座：1回[17]

チャンピオンシップ・レスリング・フロム・フロリダ
- NWAフロリダ・ヘビー級王座：2回[45]
- NWA南部ヘビー級王座（フロリダ版）：2回[46]
- NWA USタッグ王座（フロリダ版）：4回（w / ブラック・バート×3、ワンマン・ギャング）[47]
- NWAフロリダ・グローバル・タッグ王座：1回（w / バリー・ウインダム）[48]

全日本プロレス
- NWAインターナショナル・タッグ王座：1回（w / スタン・ハンセン）[4]